# 1999 год в театре
1999 год в театре

## События

### Постановки
- 3 апреля — премьера балета «Золушка» в постановке Жан-Кристофа Майо[англ.], сценография Эрнеста Пиньона (Балет Монте-Карло, Золушка — Орели Шефер[фр.], Фея — Бернис Коппьетерс[англ.]).
- Попытка реконструкции первоначальной версии балета «Спящая красавица» в Мариинском театре, постановка Сергея Вихарева.

## Деятели театра

### Скончались
- 8 января, Москва — Люсьена Овчинникова, актриса театра и кино, заслуженная артистка РСФСР (1973).
- 8 января, Москва — Вера Ивлева, актриса театра и кино.
- 21 января, Санкт-Петербург — Михаил Уржумцев, актёр театра и кино, заслуженный артист России (1998)
- 13 февраля, Москва — Ирина Молостова, театральный режиссёр, народная артистка Украинской ССР (1976).
- 21 мая — Казимира Кимантайте, литовская и советская актриса театра и кино, театральный режиссёр.
- 26 июня, Москва — Муза Крепкогорская, актриса театра и кино, заслуженная артистка РСФСР (1989).
- 29 июля, Киевская область — Анатолий Соловьяненко, оперный певец, народный артист СССР (1975).
- 4 августа, Санкт-Петербург — Елена Юнгер, актриса театра и кино, народная артистка РСФСР (1957).
- 9 августа, Москва — Юрий Волынцев, актёр театра и кино, народный артист РСФСР (1984).
- 22 августа, Санкт-Петербург — Александр Демьяненко, актёр театра и кино, народный артист РСФСР (1991).
- 8 сентября, Москва — Владимир Самойлов, актёр театра и кино, народный артист СССР (1984).
- 30 сентября, Москва —
- Николай Анненков, актёр театра и кино, артист Малого театра, народный артист СССР (1960), лауреат трёх Сталинских премий.
- Ширьяздан Сарымсаков, советский и татарский актёр, режиссёр театра. Заслуженный деятель искусств РСФСР.
- 14 ноября — Орацио Коста, итальянский театральный деятель, театральный режиссёр, актёр.
- 16 ноября, Москва — Алексей Миронов, советский и российский актёр театра и кино, заслуженный артист РСФСР.